# Lotte & Totte: Min første ven
Lotte & Totte: Min første ven er en dansk animationsfilm for de mindste børn fra 2025, der er instrueret af Mia Fridthjof, der også har været manuskriptforfatter. For begge dele er der tale om hendes debut. Filmen er en filmatisering af svenskeren Gunilla Woldes elskede billedbogserie om Lotte og Totte. Fridthjofs ønske har været at lave en film, der egner sig for børn, der skal i biografen for allerførste gang.
Filmen er støttet af Det Danske Filminstitut.

## Handling
Den 4-årige Lottes verden forandres for altid, da familien flytter langt væk fra alt det, hun kender. Ensomheden truer, indtil hun møder den energiske nabodreng Totte. Men da en af deres fantasifulde lege går for vidt, bliver de voldsomt uvenner. Lotte indser dog, at Totte er hendes første rigtige ven og vil gøre alt for at genvinde venskabet, før det er for sent.

## Danske stemmer
- Smilla Fridthjof - Lotte
- Bastian Lykke Raben - Totte
- Marie Askehave - Lottes mor
- Rasmus Bjerg - Lottes far
- Bodil Jørgensen - Lottes mormor
- Mia Lyhne - læge

## Modtagelse
Filmen fik fire stjerner ud af seks i Filmmagasinet Ekkos anmeldelse. Anmelderen Frederik Hoff skrev, at filmen var et oplagt første biografbesøg for de mindste, og at den lagde op til store tanker og til leg i haven derhjemme.